# Metopoceras khalildja
Metopoceras khalildja là một loài bướm đêm thuộc họ Noctuidae. Nó được tìm thấy ở Maroc, Tây Ban Nha, Sicilia, Algérie, Tunisia, Libya và Ai Cập
Sải cánh dài khoảng 29 mm. Con trưởng thành bay vào tháng 3.

## Phụ loài
- Metopoceras khalildja khalildja
- Metopoceras khalildja saundersi (Formentera, quần đảo Balearic)